# Medzev
Medzev (německy Metzenseifen, maďarsky Mecenzéf) je město na východním Slovensku, v Košickém kraji.

## Poloha
Medzev se nachází na řece Bodva pod pohořím Volovské vrchy (Slovenské rudohoří), vzdušnou čarou jen asi 24 km západně od Košic. Město se skládá z částí Vyšný Medzev a Nižný Medzev. Původně byly tyto části samostatnými slovenskými horními městy. Pouhých 1,5 km směrem na jih od městské zástavby probíhá hranice Národního parku Slovenský kras.

## Historie

### Centrum hornictví a kovářství
První písemná zmínka o osídlení oblasti Medzeva pochází z roku 1272, jednalo se o záznam o nepovoleném užití lesa obyvateli hornické osady. Z roku 1366 se zachovala listina o povolení výstavby tří vodních kovářských hamrů. V 19. století měl medzevský region nejvyšší koncentraci kovářského řemesla na světě. Například v roce 1842 v okolí Medzeva na řece Bodvě a na jejích přítocích pracovalo 109 vodních hamrů s celkovým počtem 198 výhní. Kovářské výrobky z Medzeva (rýče, lopaty motyky a další nářadí) byly proslulé nejen po celém Slovensku, ale i v zahraničí.

### Němečtí kolonisté
Oblast byla od 13. století osídlována německými kolonisty, kteří sem přicházeli z nejvzdálenějšího severozápadu Německa, z Flámska a Brabantu. Tito obyvatelé Medzeva hovořili specifickým německým dialektem, tzv. mantáčtinou, jež se v této oblasti udržela jako živý jazyk až do 21. století.

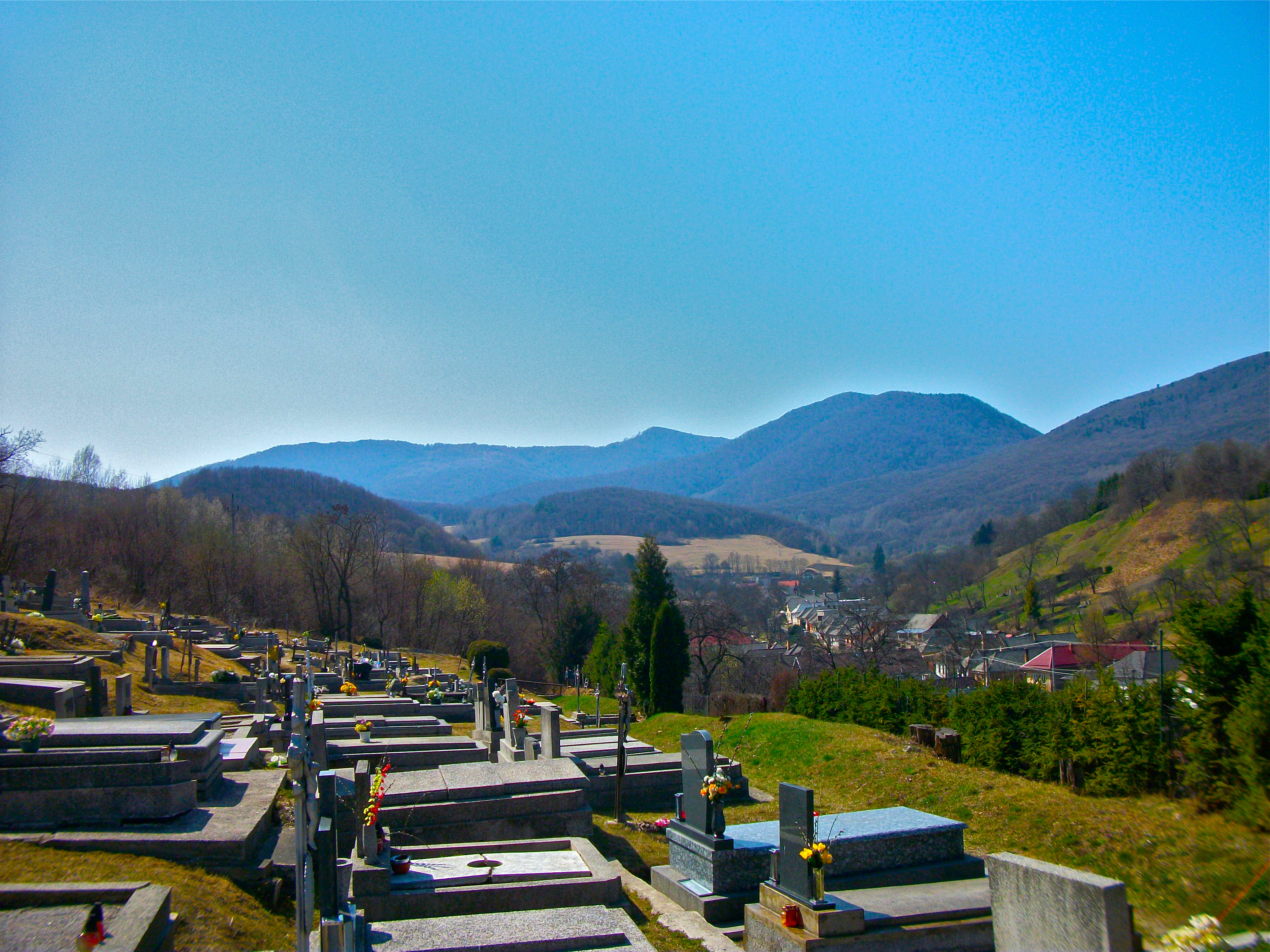
Pohled od starého hřbitova v Medzevu do údolí

Přestože Medzev je tradičně považovaný za „hlavní město Němců na Slovensku“, počet obyvatel německé národnosti zde klesá. Zatímco v roce 1991 představovali Němci 17,26 % obyvatel Medzeva, o čtvrtstoletí později z celkového počtu téměř 4 400 obyvatel tvořili občané, hlásící se k německé národnosti, jen necelé čtyři stovky (pro srovnání – v roce 1930 bylo německé národnosti 77,72 % obyvatel Medzeva).
Po roce 1989 však došlo k poklesu i u počtu obyvatel romské národnosti. V roce 1991 tvořili Romové, vesměs obyvatelé místní romské osady, 9,4 % obyvatel Medzeva, v roce 2011 již jen pouhých 1,81 %. Počet obyvatel slovenské národnosti se stabilně pohyboval okolo 70 %.

## Rodáci
V Medzevu se narodil bývalý slovenský prezident Rudolf Schuster,[rozpor] komunistický politik Alois Indra a fotbalista Jaroslav Pollák.

## Pamětihodnosti
- Hamr Medzev – pobočka Slovenského technického muzea v Košicích, nachází se v centru Medzeva.[8]
- Hamr v Šugovské dolině – zachovalý hamr, technické muzeum, součást národní kulturní památky v Šugovské dolině.[5]
- Hamr Bröstl – nachází se v údolí Goldseifen, jediný hamr, který zůstal ve vlastnictví tradiční hamernické rodiny, jejíž příslušníci zde dodnes vykonávají hamernické řemeslo.[6]

- Morový sloup Panny Marie Immaculaty – barokní morový sloup z poloviny 18. století, stojí na Mariánském náměstí v centru Medzeva.[5]
- Muzeum kinematografie – v roce 2007 bylo v Medzevu za účasti bývalého slovenského prezidenta otevřeno Múzeum kinematografie rodiny Schusterovej.[9]

## Doprava
- Železniční trať Moldava nad Bodvou – Medzev (trať č. 168)

## Partnerská města
- Holice, Česko